# Стадіо Атлеті Адзуррі д'Італія
«Стадіо Атлеті Адзуррі д'Італія» (італ. Stadio Atleti Azzurri d'Italia) — футбольний стадіон у Бергамо, Італія, домашня арена футбольного клубу «Аталанта».
Стадіон побудований та відкритий у 1928 році. У 1984, 2015 та 2019—2024 роках був відремонтований та реконструйований.